# Mistrzostwa Świata w Saneczkarstwie 1993
Mistrzostwa Świata w Saneczkarstwie 1993 – 27. edycja mistrzostw świata w saneczkarstwie, rozegrana w 1993 roku w kanadyjskim Calgary. W tym mieście mistrzostwa odbyły się już drugi raz (wcześniej w 1990). Rozegrane zostały cztery konkurencje: jedynki kobiet, jedynki mężczyzn, dwójki mężczyzn oraz zawody drużynowe. W tabeli medalowej najlepsze były Niemcy.
Podczas mistrzostw Wendel Suckow jako pierwszy reprezentant USA zdobył złoty medal mistrzostw świata w saneczkarstwie. Ponadto mistrzyni w jedynkach kobiet – Gerda Weissensteiner została ostatnią zwyciężczynią spoza Niemiec aż do 2009 roku, kiedy to wygrała Amerykanka Erin Hamlin.

## Wyniki

### Jedynki kobiet
| Medal  | Zawodniczka          | Państwo | Czas | Strata |
| ------ | -------------------- | ------- | ---- | ------ |
| złoto  | Gerda Weissensteiner | Włochy  |      |        |
| srebro | Gabriele Kohlisch    | Niemcy  |      |        |
| brąz   | Doris Neuner         | Austria |      |        |

### Jedynki mężczyzn
| Medal  | Zawodnik       | Państwo           | Czas | Strata |
| ------ | -------------- | ----------------- | ---- | ------ |
| złoto  | Wendel Suckow  | Stany Zjednoczone |      |        |
| srebro | Georg Hackl    | Niemcy            |      |        |
| brąz   | Wilfried Huber | Włochy            |      |        |

### Dwójki mężczyzn
| Medal  | Zawodnicy                    | Państwo | Czas | Strata |
| ------ | ---------------------------- | ------- | ---- | ------ |
| złoto  | Stefan Krauße/Jan Behrendt   | Niemcy  |      |        |
| srebro | Hansjörg Raffl/Norbert Huber | Włochy  |      |        |
| brąz   | Kurt Brugger/Wilfried Huber  | Włochy  |      |        |

### Drużynowe
| Medal  | Zawodnicy                                                                                               | Państwo | Czas | Strata |
| ------ | --- | ------- | ---- | ------ |
| złoto  | Georg Hackl/René Friedl/Gabriele Kohlisch/Susi Erdmann/Stefan Krauße/Jan Behrendt                       | Niemcy  |      |        |
| srebro | Robert Manzenreiter/Markus Prock/Angelika Neuner/Doris Neuner/Tobias Schiegl/Markus Schiegl             | Austria |      |        |
| brąz   | Arnold Huber/Gerhard Plankensteiner/Natalie Obkircher/Gerda Weissensteiner/Hansjörg Raffl/Norbert Huber | Włochy  |      |        |

## Klasyfikacja medalowa
| Miejsce | Państwo           | złoto | srebro | brąz | Razem |
| ------- | ----------------- | ----- | ------ | ---- | ----- |
| 1.      | Niemcy            | 2     | 2      | 0    | 4     |
| 2.      | Włochy            | 1     | 1      | 3    | 5     |
| 3.      | Stany Zjednoczone | 1     | 0      | 0    | 1     |
| 4.      | Austria           | 0     | 1      | 1    | 2     |